# Lepidocyrtus metallicus
Lepidocyrtus metallicus är en urinsektsart som beskrevs av Alpheus Spring Packard 1873. Lepidocyrtus metallicus ingår i släktet Lepidocyrtus och familjen brokhoppstjärtar. Inga underarter finns listade i Catalogue of Life.